# Costos del auto

Costos mensuales de poseer un sedán pequeño para un estadounidense promedio, en el año 2016, según la AAA.

Los costos de un automóvil son todos los gastos que los consumidores pagan para poseer y operar un carro.  Estos gastos se dividen en costos fijos  y costos variables o de funcionamiento.  Los costes fijos son aquellos que no dependen de la distancia recorrida por el coche y que el propietario debe pagar para mantener el vehículo listo para su uso en carretera, como seguros o tasas de circulación. Los costes variables o de funcionamiento son aquellos que dependen del uso del coche, como el combustible o los peajes.
Comparado con otros modos populares de transporte de pasajeros, especialmente autobuses o trenes, el automóvil tiene un costo relativamente alto por pasajero-distancia recorrida.  Los automovilistas en el Reino Unido gastan, en promedio, aproximadamente 1/3 de su ingreso neto promedio para operar un automóvil, mientras que los conductores en Portugal gastan aproximadamente 1/2 de su ingreso neto. Para el propietario medio de un carro, la depreciación constituye aproximadamente la mitad del coste. El automovilista típico subestima substancialmente este costo fijo.
En los EEUU, el Ministerio de Hacienda considera que el automóvil medio estadounidense tiene un coste total de 0.58 USD/milla, unos 0,32 EUR/km.  Según la Asociación Estadounidense de Automóviles, el conductor promedio de un sedán promedio gasta en total aproximadamente 8700 USD por año, o 720 USD por mes, para poseer y operar su vehículo.

## Costes fijos

### Adquisición del carro
El auto en sí tiene un costo. El costo se puede reducir comprando un automóvil usado. Pero el coche de segunda mano puede tener problemas ocultos o estar a punto de salirse de las normas. Es el costo más superficial e inmediato, el cual, empero, se puede diferir contratando un préstamo.
En España, en 2016, el coche promedio costó €16,700; en Colombia, en 2019, $23 millones de pesos (unos $7,200 dólares estadounidenses); en EE.UU, en 2021, el costo ascendía a $40,900.

#### Costos del préstamo
El financiamiento de automotores involucra el pago de comisiones por la creación del crédito y de intereses mientras no se liquide el saldo.

### Depreciación

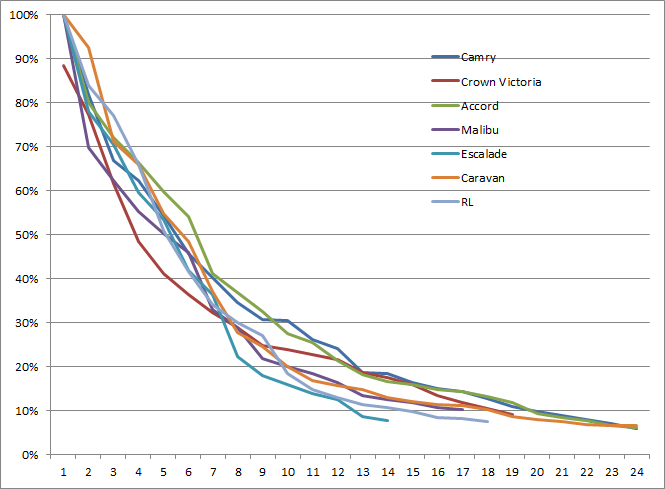
Depreciación de varios modelos de carros, en los EE. UU.

La depreciación anual de un automóvil es la cantidad que su valor disminuye cada año. Normalmente el valor de un auto está correlacionado con el precio que tiene en el mercado, pero en promedio un auto tiene una depreciación de alrededor del 15% al 20% por año. Según las condiciones del mercado, los automóviles pueden depreciarse entre un 10 y un 30% el primer año.

### Impuestos sobre automotores
Los impuestos sobre automóviles, los impuestos de circulación, los impuestos sobre vehículos o los impuestos especiales sobre vehículos son la cantidad de dinero que los propietarios de automóviles pagan a los gobiernos locales, regionales y nacionales para permitir que el automóvil opere.  Los gobiernos justifican estos tributos con el argumento de que sirven para mantener la infraestructura vial o para compensar las externalidades negativas provocadas por los vehículos de motor. Estos impuestos pueden depender, dependiendo del lugar, de la cilindrada del motor, el peso del vehículo, los kilómetros recorridos, las emisiones de CO2 o el valor del carro.